# Pola Roy
Pola Roy (18 de octubre de 1975 en Karlsruhe; nombre real Sebastian Roy) es un músico alemán, miembro de la banda de pop rock Wir sind Helden.

## Biografía
Pola Roy nació en el barrio Rüppurr de Karlsruhe y estudió música en Ettlingen. En un principio quería aprender a tocar la gaita, pero cambió sus preferencias hacia la batería cuando su padre le regaló una. De 1991 a 1994 tocó junto a compañeros de clase en un grupo musical llamado Lunatics.
Hoy en día, es el batería de la banda Wir sind Helden, con cuya cantante principal Judith Holofernes se casó el 17 de julio de 2006. En diciembre del mismo año la pareja tuvo un hijo, Friedrich.